# Dekanat Niedzica
Dekanat Niedzica – jeden z 45 dekanatów w rzymskokatolickiej archidiecezji krakowskiej.

## Parafie
W skład dekanatu wchodzi 14 parafii i dwa rektoraty:
1. parafia św. Michała Archanioła – Dębno
2. parafia św. Jana Chrzciciela – Dursztyn
3. parafia św. Stanisława – Frydman
4. parafia Narodzenia NMP – Harklowa
5. parafia Wszystkich Świętych – Kacwin
6. parafia MB Częstochowskiej – Kluszkowce
7. parafia św. Marcina – Krempachy
8. parafia św. Kwiryna – Łapsze Niżne
9. parafia św. Apostołów Piotra i Pawła – Łapsze Wyżne
10. parafia Przenajświętszej Trójcy – Łopuszna
11. parafia św. Mikołaja – Maniowy
12. parafia św. Bartłomieja Apostoła – Niedzica
13. parafia św. Katarzyny – Nowa Biała
14. parafia św. Stanisława – Sromowce Wyżne

1. rektorat MB Fatimskiej – Czorsztyn
2. rektorat Matki Bożej Różańcowej – Mizerna[2]

## Sąsiednie dekanaty
Białka Tatrzańska, Krościenko nad Dunajcem (diec. tarnowska), Łącko (diec. tarnowska), Nowy Targ